# Fűtőérték
Egy tüzelőanyag fűtőértéke az a hőmennyiség, amely az egységnyi tömegű tüzelőanyag tökéletes elégetésekor keletkezik, és nem fordítódik a tüzelőanyag víztartalmának lecsapódására. SI-mértékegysége J/kg (Joule per kilogramm), egyéb gyakran használt mértékegységei kJ/kg, MJ/kg. Értékét úgy kapjuk meg, ha az anyag égéshőjéből kivonjuk a gőzként távozó vízmennyiség párolgáshőjét.
Ismert nyomású (és így ismert sűrűségű) gáz esetén a fűtőértéket általában köbméterre vonatkoztatva adják meg. Magyarországon a gázszámlán szereplő mértékegység MJ/m3. Magyarországon a földgáz tipikus fűtőértéke 34 MJ/m3, ez alól kivételt képeznek Zala és Békés vármegye egyes területei, ahol csak 29 MJ/m3.
A fűtőérték használata indokolt a gyakorlati számításokban (tüzelőanyag-igény vagy kazánhatásfok számítása) minden olyan esetben, amikor a távozó víz halmazállapota gőz, vagyis, amikor a füstgáz >100 °C hőmérsékletű. A fűtőérték nem használható az ún. kondenzációs kazánok esetében, ahol a füstgázt 100 °C hőmérséklet alá hűtik. Ekkor a gőz még a kazánban kicsapódik a füstgázból, s így hasznosítható a párolgáshője.
A fűtőértéket időnként az angolszász szakirodalomból tükörfordítással létrehozott „alsó fűtőértékként” (Lower Heating Value, LHV) szokás nevezni. A felső fűtőérték (Higher Heating Value) nagyobb, mert beleszámítják az égésnél keletkező vízgőz kondenzációs hőjét (az égésvégi hőmérsékletről a szobahőmérsékletre lehűlő és cseppfolyósodó víz által visszanyert hőmennyiséget). A fűtőérték elnevezése eredetileg {\displaystyle \Delta _{i}{H}} inferior calorific value (alsó fűtőérték), illetve {\displaystyle \Delta _{s}{H}} superior calorific value (felső fűtőérték), izobár entalpia-növekményként kifejezve.

## Értelmezése
Iniciáló gyújtásnál az éghető anyag és az égést tápláló oxigén elegyének csak egy kis részét hevítjük a gyulladási hőmérsékletre; annyit, amennyi elegendő az égési folyamathoz.
A jelenség hasonló a bomba kaloriméter működéséhez. Ott egy pamutszálat helyezünk oxigén atmoszférába, és elektromos szikrával begyújtjuk a keveréket.
Az anyagok égése a következő folyamatokat tartalmazza.
- Az éghető anyag felmelegítése a gyulladási hőmérsékletre. A természetes anyagok vizet is tartalmaznak, ez azonban nem vesz részt az égési folyamatban, de fel kell melegíteni.
- A levegő felmelegítése a gyulladási hőmérsékletre
- A gyulladáshoz szükséges hőmennyiség bevezetése (nem öngyulladó elegyeknél)
- Égés. A folyamatnál létrejövő reakcióhő általában pozitív.
  - A hétköznapi jelenségeknél nem ég el az éghető anyag egésze, illetve nem is érintkezik az oxigénnel. Ezért az égéstermék tartalmazhat valamennyit az éghető anyagból
  - Tekintettel arra, hogy nem képes az oxigén hiánytalanul érintkezni az éghető anyaggal, ezért az égéshez elméletileg szükségesnél több levegőre van szükségünk. A valóságos és az elméleti levegőszükséglet hányadosa a légfeleslegtényező
- Az égéstermékek expanziója – nem feltétlenül adiabatikus
- Ha az égéstermékekből az égési reakcióból származó víz lecsapódik (kondenzálódik), ez hőbevezetésként jelenik meg.
- A füstgázok nem hűlnek le a kiinduló hőmérsékletre, ezt veszteségként számítják. Szükséges azonban ahhoz, hogy létrejöjjön a kéményhatás, vagyis a füstgáz az alacsonyabb sűrűsége miatt természetes úton távozzék

### Mérése és számítása
- Tiszta vegyi anyagoknál a szokásos módon számítható a kémiai reakció és a reakcióhő. Például a gázállapotú metán égése: {\displaystyle \Delta _{c}H_{({\mathrm {CH} }_{4},\mathrm {g} ,298,15\mathrm {K} )}^{\ominus }=-890,3\ \mathrm {kJ\ mol^{-1}} }az IUPAC szerint[7] a következő reakcióra értelmezve:

{\displaystyle \mathrm {CH_{4}(g)+2O_{2}(g)\to CO_{2}(g)+2H_{2}O(l)} }    (ahol l liquid, tehát a víznek cseppfolyós állapotára vonatkozik)
- Általános anyagoknál vegyelemzés útján meghatározzák az összetevő elemeket, és mindegyikhez hozzárendelik az égéshőt. Barnaszén esetén például C 49,6%; H 3,7%; S 0,4%; O 18,7%; N 0,6%; hamu 7%; víz 20%, ebből a fűtőérték 19,678 MJ/kg[8]
- Kísérletileg megmérik kaloriméterben.[6]

## Anyagok égéshője és fűtőértéke
1 MJ/kg = 1000 kJ/kg; 1 MJ = 0,27778 kWh; 1kWh = 3,6 MJ

### Szilárd fűtőanyagok
| Fűtőanyag           | Égéshő {\displaystyle \Delta _{c}{H}} (MJ/kg) | Fűtőérték (MJ/kg)    | Fűtőérték (kWh/kg) |
| ------------------- | --------------------------------------------- | -------------------- | ------------------ |
| Frissen vágott fa   | *                                             | 6,8                  | 1,9                |
| Szárított fa        | 19                                            | 14,4-15,8            | 4-4,4              |
| Papír               | *                                             | 15                   | 4,2                |
| Szalma              | *                                             | 17                   | 4,8                |
| Fapellet            | *                                             | 18                   | 5                  |
| Tőzeg               | 23                                            | 15                   | 4,2                |
| Olajos magvak       | *                                             | 20                   | 5,6                |
| Barnakőszén         | 10                                            | 8                    | 2,2                |
| Barnakőszén brikett | 21                                            | 20                   | 5,6                |
| Kőszén              | 29–32,7                                       | 27–32,7              | 7,5-9              |
| Grafit              | 32,8                                          | egyenlő az égéshővel | 9,1                |
| Gumi                | *                                             | 35                   | 9,7                |
| Paraffin            | 49                                            | 45                   | 12,5               |
| Foszfor             | 25,2                                          | egyenlő az égéshővel | 7                  |
| Kén                 | 9,3                                           | egyenlő az égéshővel | 2,6                |
| Magnézium           | 25,2                                          | egyenlő az égéshővel | 7                  |

### Folyékony tüzelőanyagok (25°C hőmérsékleten)
| Fűtőanyag    | Égéshő (MJ/kg)             | Fűtőérték (MJ/kg) | Fűtőérték (kWh/kg) |
| ------------ | -------------------------- | ----------------- | ------------------ |
| Biodízel     | 40 (Repceolaj-metilészter) | 37                | 10,2               |
| Metanol      | 22,7                       | 19,9              | 5,5                |
| Etanol       | 29,7                       | 26,8              | 7,4                |
| Izopropanol  | 33,6                       | 30,7              | 8,5                |
| Benzol       | 41,8                       | 40,1              | 11,1               |
| Fűtőolaj     | 43–46                      | 40–43             | 11,1-11,9          |
| Gázolaj      | 46                         | 43                | 11,9               |
| Benzin       | 47                         | 43                | 11,9               |
| Paraffinolaj | 49                         | 45                | 12,5               |

### Légnemű fűtőanyagok (25°C-on)
| Fűtőanyag                   | Égéshő (MJ/kg) | Fűtőérték (MJ/kg) | Égéshő (MJ/m³) | Fűtőérték (MJ/m³) | Fűtőérték (kWh/m³) |
| --------------------------- | -------------- | ----------------- | -------------- | ----------------- | ------------------ |
| Hidrogén                    | 141,800        | 119,972           | 12,745         | 10,783            | 2,995              |
| Szén-monoxid                | 10,103         | 10,103            | 12,633         | 12,633            | 3,509              |
| Torokgáz (nagyolvasztóktól) | 1,5–2,1        | 1,5–2,1           | 2,5–3,4        | 2,5–3,3           | 0,695–0,917        |
| Városi gáz                  | 18,21          | 16,34             | 19–20          | 17–18             | 4,72–5,00          |
| Földgáz                     | 36–50          | 32–45             | 35–46          | 31–41             | 8,6–11,4           |
| Metán                       | 55,498         | 50,013            | 39,819         | 35,883            | 9,968              |
| Etán                        | 51,877         | 47,486            | 70,293         | 64,345            | 17,874             |
| Etén                        | 50,283         | 47,146            | 63,414         | 59,457            | 16,516             |
| Acetilén                    | 49,912         | 48,222            | 58,473         | 56,493            | 15,693             |
| Propán                      | 50,345         | 46,354            | 101,242        | 93,215            | 25,893             |
| n-Bután                     | 49,500         | 45,715            | 134,061        | 123,810           | 34,392             |
| i-Bután                     | 49,356         | 45,571            | 133,119        | 122,910           | 34,142             |